# Danmarks fodboldlandskampe 2006
| Dato       | Hjemmehold    | Udehold    | Resultat | Kamp type            | Bemærkninger                                                                                            |
| ---------- | ------------- | ---------- | -------- | -------------------- | --- |
| 15.11.2006 | Tjekkiet      | Danmark    | 1-1      | Venskabskamp         | |
| 11.10.2006 | Liechtenstein | Danmark    | 0-4      | EM kvalifikation     | |
| 7.10.2006  | Danmark       | Nordirland | 0-0      | EM kvalifikation     | |
| 6.9.2006   | Island        | Danmark    | 0-2      | EM Kvalifikation     | |
| 1.9.2006   | Danmark       | Portugal   | 4-2      | Venskabskamp         | |
| 16.8.2006  | Danmark       | Polen      | 2-0      | Venskabskamp         | |
| 31.5.2006  | Frankrig      | Danmark    | 2-0      | Venskabskamp         | |
| 27.5.2006  | Danmark       | Paraguay   | 1-1      | Venskabskamp (Århus) | Afviklet på NRGi Park, Århus. Målscorere: 20. min. 0 - 1 José Cardozo, 51. min. 1 - 1 Jon Dahl Tomasson |
| 1.3.2006   | Israel        | Danmark    | 0-2      | Venskabskamp         | |